# 王再兴 (全国政协委员)
王再兴，MH（1952年6月—），男，香港企業家，祖籍揭西，出生于江西贛州，中國大陸政治人物，第十一、第十二屆全國政協委員，並出仼一些深圳、香港潮屬、江西省社團的成員。  

## 生平
先是運输業工人、畢業於北京物資學院經濟管理專業、其后經商，從事貿易、運输、钢铁廠承包、地产投資，創辦豪德集团、粤港湾控股有限公司，另外有二十多年的物流商貿城地产項目投資及运营經驗，歷任香港上市公司粤港湾控股有限公司聯席主席、执行董事、豪德集團原主席兼創辦人、江西省政协常委，江西省工商联的副会长、第十一、第十二屆全國政協委員、香港潮属社团总会名誉会长、香港广东社团总会名誉会长、深圳市潮汕商会荣誉会长、深港揭西商會首席永遠榮譽會長 、深圳同心俱乐部副主席、赣州商会联合总会会长和江西赣商联合总会常务副会长等，豪德集团現由其弟王长利接手主席以及從家族成員手中受讓豪德的控股權。  

## 家庭
王家共有兄弟十人和一个妹妹，王再兴排行老五、七弟王长利，侄兒黄德宏和儿子王德文兩人都分別曾任粵港灣投資執行董事

## 事業
王氏家族旗下香港豪德集团有限公司是一家以商贸物流為核心業務，集房地产、商贸、金融、金属制品、旅游、道路、桥梁为一体的多元化的现代大型企业集团一個百億港元市值的企業。其后聯合聯想集團旗下创投公司弘毅资本創辦香港上市公司粵港灣控股有限公司王再興出任聯席主席兼執行董事，該公司是一個集的商贸物流城、創業投資、物业服务、商业运营、文旅项目、住宅地產、城市更新于一身的多元香港上市百億港元投資集團，目前王再興雖為公司聯席主席、但他已經出售控制權 
豪德集团現由王再興之弟王长利接手主席以及得到豪德的控股權

## 慈善
王氏在新冠期間，向江西、甘肅、廣西、山東、黑龍江等疫區捐贈善款及口罩等抗疫財物共計540.01萬元人民幣單江西省已經捐420萬元港幣 
豪德集团历年累计向社会慈善公益事业捐款超过9000万元人民幣。